# Kathryn Adams Doty
Kathryn Elizabeth Doty (geb. Hohn; * 15. Juli 1920 in New Ulm, Minnesota; † 14. Oktober 2016 in Mankato, Minnesota), besser bekannt unter ihrem Künstlernamen Kathryn Adams oder als Kathryn Adams Doty, war eine amerikanische Schauspielerin, Psychologin und Schriftstellerin.

## Frühe Jahre
Kathryn Adams Doty wurde als Kind des methodistischen Pfarrers Chris G. Hohn in Minnesota geboren. Im Alter von sechs Jahren zog ihre Familie nach Warrenton, wo ihr Vater Kaplan und leitender Sekretär in einem Waisenhaus wurde. Nachdem sie ein Lungenleiden entwickelt hatte, musste sie zwei Jahre in einem Krankenlager in Minnesota verbringen. Bereits mit 13 Jahren nahm sie den Platz ihres Vaters auf der Kanzel ein, falls er krank war. In einem Zeitungsbericht von 1939 wird sie zitiert: „Es war eine ziemlich radikale Angelegenheit in dieser kleinen Stadt, dass ein kleines Mädchen die Gottesdienste leitete und die Predigt hielt, doch die Gemeinde hatte Verständnis und war sehr freundlich zu mir“ („It was quite a radical thing, in that small town, for a little girl to conduct the church services and preach the sermon, but the congregation understood and were very kind to me“).
Doty studierte an der Hamline University in Saint Paul, wo sie auch im A-cappella-Chor sang. Nebenher arbeitete sie in der Katalogabteilung des Unternehmens Montgomery Ward.

## Schauspielkarriere
1939 gelangte die Studentin Doty in das Finale des Jesse-L.-Lasky-Radiowettbewerbs Gateway to Hollywood, in dem eine Karrierechance in Hollywood versprochen wurde. Sie erhielt einen Vertrag bei RKO Pictures und blieb in Kalifornien, um eine Filmkarriere unter dem Künstlernamen Kathryn Adams zu beginnen. Ihr Filmdebüt gab sie noch im selben Jahr in der RKO-Filmkomödie Fifth Avenue Girl (1939) an der Seite von Ginger Rogers.
Danach war Adams zeitweise für die Rolle der Esmeralda in Der Glöckner von Notre Dame im Gespräch, hatte jedoch gegen Maureen O’Hara das Nachsehen und musste sich mit einer kleinen Nebenrolle in dem fertigen Film begnügen. Hingegen gelangte sie in einigen B-Filmen zu weiblichen Hauptrollen, unter anderem neben Johnny Mack Brown in drei Westernfilmen. 1941 hatte sie eine größere Rolle in Sky Raiders (1941), einem zwölfteiligen Serial von Universal Pictures. Zu ihren bekannteren Auftritten zählte die Nebenrolle der Mrs. Brown, der Mutter eines Babys und Tochter eines amerikanischen Nazi-Spions, in Alfred Hitchcocks Thriller Saboteure (1942).
Bald nach ihrer Heirat zog sich Adams weitgehend aus dem Filmgeschäft zurück und sie drehte nach 1942 nur noch einen letzten Film, die Komödie Blonde for a Day, in der ihr Ehemann Hugh Beaumont ihr Filmpartner war. Insgesamt umfasst ihr Schaffen 26 Filme zwischen 1939 und 1946.

## Spätere Berufstätigkeit
Nach dem Ende ihrer Schauspielkarriere schloss sie einen Master in pädagogischer Psychologie ab und wurde Psychologin. Zunächst arbeitete sie am Hollywood Presbyterian Medical Center, später in ihrem Heimatbundesstaat Minnesota, in den sie in späteren Jahren ihren Lebensmittelpunkt zurückverlegte.
Mit über 80 Jahren schrieb Doty zwei Romane für junge Erwachsene: A Long Year of Silence (2004) und Wild Orphan (2006), die beide im Ersten Weltkrieg in ihrem Heimatort New Ulm spielen. Sie war mit ersterem Buch Finalistin beim Minnesota Book Award 2005. Ein drittes Buch, Becoming the Mother of Me (2009), beschreibt ihr Leben als Tochter eines Pfarrers, ihre Zeit in Hollywood und ihre erste Ehe. Als Kathryn Doty veröffentlichte sie zudem Kurzgeschichten in Pocket, The Friend und verschiedenen Kinderzeitschriften.

## Privatleben
Kathryn Adams Doty und ihr Schauspielkollege Hugh Beaumont heirateten im April 1941. Sie hatten drei gemeinsame Kinder, darunter den Psychologieprofessor Hunter Beaumont. Nach der Scheidung 1974 heiratete sie im darauffolgenden Jahr Fred Owen Doty (1922–2011), diese Ehe hielt bis zu dessen Tod. Bei ihrem Tod 2016 im Alter von 96 Jahren hinterließ sie ihre drei Kinder, sechs Enkel und zehn Urenkel.

## Filmografie
- 1939: Fifth Avenue Girl
- 1939: Der Glöckner von Notre Dame (The Hunchback of Notre Dame)
- 1939: That’s Right – You’re Wrong
- 1940: Millionaire Playboy
- 1940: Molly Cures a Cowboy (Kurzfilm)
- 1940: If I Had My Way
- 1940: Ski Patrol
- 1940: Love, Honor and Oh-Baby!
- 1940: Black Diamonds
- 1940: Argentine Nights
- 1940: Spring Parade
- 1940: Die unsichtbare Frau (The Invisible Woman)
- 1941: Meet the Chump
- 1941: Nice Girl?
- 1941: Bury Me Not on the Lone Prairie
- 1941: Sky Raiders
- 1941: Model Wife
- 1941: Bachelor Daddy
- 1941: Rawhide Rangers
- 1941: Unfinished Business
- 1941: Arizona Cyclone
- 1941: In der Hölle ist der Teufel los! (Hellzapoppin’)
- 1942: Junior G-Men of the Air
- 1942: Saboteure (Saboteur)
- 1942: You’re Telling Me
- 1946: Blonde for a Day